# Lucie Veselá
Lucie Veselá (* 1. Mai 1991 in Nové Strašecí als Lucie Rydvalová) ist eine tschechische Volleyballspielerin.

## Karriere
Veselá begann ihre Karriere 2002 in ihrer Heimat beim TJ Sokol Nové Strašecí und spielte dort bis 2006. Bis 2010 spielte sie dann bei VK TU Liberec. Danach wurde die Mittelblockerin vom deutschen Bundesligisten Köpenicker SC verpflichtet. Im August 2012 wechselte Veselá in die Schweiz zum VC Kanti Schaffhausen.